# 柔弱糙銀漢魚
柔弱糙銀漢魚，為輻鰭魚綱銀漢魚目擬銀漢魚科的其中一種，分布於中西大西洋哥倫比亞及委內瑞拉淡水、半鹹水及海域，為熱帶魚類，體長可達12公分，棲息在泥底質水域，以浮游生物為食，生活習性不明，通常作為餌魚。